# Авакян, Армен Акопович

Армен Акопович Авакян (род. 7 июня 1962) — советский и армянский футболист, вратарь.
В первенстве СССР играл за команды второй (1982—1985, 1987—1989), первой (1986), второй низшей (1991) и высшей (1990) лиг «Котайк» Абовян (1982—1983, 1986), «Спартак» / «Аракс» Октемберян (1984—1985, 1987—1989, 1991), «Арарат» Ереван (1990). В чемпионате СССР дебютировал 1 сентября 1990 года в домашнем матче против ЦСКА (4:0), выйдя вместо Подшивалова на 88-й минуте. Второй — полный — матч провёл 15 сентября против «Памира» (2:3).
В чемпионате Армении играл за ереванские команды «Киликия» (1992), АОСС (1992—1994), «Пюник» (1995/96 — 1997), «Эребуни» (1997—1999).
Выступал за ливанский клуб «Оменетмен» Бейрут (1993/94, 1994/95).
Провёл три товарищеских матча за сборную Армении в начале 1997 года — против Чили (0:7), Парагвая (0:2) и Грузии (0:7).